# A Narrative of the Pursuit of English Refugees in Germany Under Queen Mary
A Narrative of the Pursuit of English Refugees in Germany Under Queen Mary  es un crónica inglesa de 1550, escrita por John Brett o Bret (fl. 1556).
Brett fue mensajero de María I de Inglaterra cuando intentó que los exiliados marianos regresaran a Inglaterra. Su crónica, a veces llamada Brett's Narrative, sobrevive y nos da información detallada sobre este episodio.